# Falles de la Vall d'Uixó
Les Falles de Sant Josep se celebren en la localitat valenciana de la Vall d'Uixó (Plana Baixa) al mes de març, culminant el dia 19, festivitat del seu sant. Dins de la comarca de la Plana Baixa, li acompanyen en aquesta festa els pobles d'Almenara i Borriana. Les Falles de la Vall d'Uixó consten de Junta Local Fallera i huit comissions, cada una en un barri de la ciutat. És una de les quatre festes majors de la ciutat junt amb les Penyes en festes, les Festes Patronals en honor de la Sagrada Família i el Santíssim Crist i les Festes Patronals en honor de Sant Vicent Ferrer.